# Klædebo Kvarter
Klædebo Kvarter er det sjette i rækken af Københavns gamle rodemål og omfatter det område i Indre By, der afgrænses af Nørregade, Nørre Voldgade, Tornebuskegade, Sankt Gertruds Stræde, Købmagergade og Skindergade.
Navnet Klædebo refererer til klædehandlernes boder i middelalderen og senere. Boderne var beliggende omtrent på den del af Skindergade, der går fra Fiolstræde til Nørregade. I 1659 var Klædebo Kvarter Københavns tættest befolkede. Klædebo Kvarter var delt i Universitets Rode og Synagogens Rode.
Udenfor Indre By findes Udenbys Klædebo Kvarter, som blev udskilt i 1813.